# Injulka
Injulka (en ucraniano: Інгулка) es un pueblo ucraniano perteneciente al óblast de Mikolaiv. Situado en el sur del país, forma parte del raión de Bashtanka y centro del municipio (hromada) homónimo.

## Toponimia
El nombre del asentamiento en ruso también es Ingulka (en ruso: Ингулка).

## Geografía
Injulka está situado en la margen derecha del río Injul, 32 km al suroeste de Bashtanka y a 42 km al noreste de Mikolaiv.  

## Historia
Ingulka fue fundada en 1802 por búlgaros que huyeron del Imperio otomano. Desde 1822, cuando los búlgaros se establecieron en otras tierras, el gobierno zarista comenzó a reasentar a los campesinos estatales del uyezd de Zolotonosha de la gobernación de Poltava.   

## Demografía
La evolución de la población de Injulka entre 1811 y 2001 fue la siguiente:
| 206                                                           | 1805 | 2086 | 1981 | 2025 |
| (Fuente: Cities & Towns of Ukraine y UKRAINE: Größere Städte) |      |      |      |      |

Según el censo de 2001, la lengua materna de la mayoría de los habitantes, el 93,98%, es el ucraniano; y del 4,05%, el ruso.